# Psycho 44
Psycho 44 was een elektronische punk/rockband afkomstig van Grobbendonk. De groep bestaat uit Gaelian Lahaye (zang/gitaar), Niels Meukens (drums), Pieter-Jan Janssen (bass) en Jonas Vermeulen (gitaar/synthesizer). Op zaterdag 14 mei 2022 gaven ze hun afscheidsconcert in jeugdhuis Het Bos te Antwerpen.

## Geschiedenis en onderscheidingen
De groep ontstond in 2007 en behaalde reeds een aantal onderscheidingen.
In 2009 behaalden ze de tweede plaats op de Maanrockrally. Daarom mochten ze in dat jaar Maanrock openen.
In november 2009 behaalden ze de tweede plaats op Frappantpop.
Hun finaleplaats op Frappantpop leidde ertoe dat ze in 2010 een van de artists in residence van het muziekcentrum Trix werden.
In 2010 wonnen ze met hun single "All my demons have distortion" de seizoensprijs Vi.be On Air van Poppunt en werden ze door Studio Brussel uitgeroepen tot seizoenswinnaar 2009-2010.
In 2013 brachten ze hun debuutalbum "Suburban Guide To Springtide" uit. Het album bevat de singles Surfer Shell, Dance MTHRFCKR Dance en No Metaphor. 
In 2020 brachten ze hun nieuwe album "UNREALITY I " uit, met hun single Tastemaker scoorden ze enkele weken een plaats in de Afrekening van Studio Brussel.
In 2010 haalden ze de finale van Humo's Rock Rally (officieuze vierde plaats).

## Muziek
Psycho 44 bracht als singles "All my demons have distortion" uit, waarmee ze vele weken in De Afrekening stonden, en daarna "My Gomorrah!"
In maart 2011 verscheen hun EP "Demon". Bij het opnemen van de EP werden ze geholpen door Monsieur Paul van Triggerfinger.
Na jarenlange stilte bracht de groep in september 2018 een nieuwe single uit: "Call of the void". Hierbij deed een nieuwe drummer zijn intrede: Niels Meukens van het voormalige X!NK. Zijn broer en zanger van X!NK, Jonas Meukens, was reeds de tourmanager van Psycho 44.
In 2020 kwam hun nieuwe album "UNREALITY I" uit, waarvan ook een tweede deel werd aangekondigd.

## Discografie
| Album met hitnotering(en) in de Vlaamse Ultratop 200 albums | Datum van verschijnen | Datum van binnenkomst | Hoogste positie | Aantal weken | Opmerkingen |
| ----------------------------------------------------------- | --------------------- | --------------------- | --------------- | ------------ | ----------- |
| Suburban guide to springtide                                | 2013                  | 23-11-2013            | 126             | 6            | -           |

| Single met hitnotering(en) in de Vlaamse Ultratop 50 | Datum van verschijnen | Datum van binnenkomst | Hoogste positie | Aantal weken | Opmerkingen |
| ---------------------------------------------------- | --------------------- | --------------------- | --------------- | ------------ | ----------- |
| Dance mthrfckr dance                                 | 14-10-2013            | 28-12-2013            | tip63           | -            | -           |
| No metaphor                                          | 17-02-2014            | 29-03-2014            | tip87           | -            | -           |